# Dobre
Dobre (anteriormente Dobre Stare) é um município na região central da Polônia. Pertence à voivodia da Mazóvia, no condado de Mińsk. É a sede da comuna urbano-rural de Dobre.
Estende-se por uma área de 8,6 km², com 1 820 habitantes, segundo o censo de 31 de dezembro de 2023, com uma densidade populacional de 211,6 hab./km².
Dobre recebeu o foral de cidade em 1530 e rebaixada à condição de vila em 1852. De 1867 a 1954, foi a sede da comuna rural de Rudzienko (até 1919 no condado de Radzymin, desde 1919 no condado de Mińsk).
 De 1954 a 1972, foi a sede da gromada de Dobre. Desde 1973, na comuna de Dobre. Entre 1975 e 1998, pertenceu administrativamente à voivodia de Siedlce. Em 1 de janeiro de 2024, recuperou seus direitos municipais, tornando-se a milésima cidade da Polônia.
A cidade é a sede da paróquia católica romana de São Nicolau em Dobre.

## Divisão administrativa
| Nome      | Tipo            |
| --------- | --------------- |
| Zdrojówki | parte da cidade |

## História

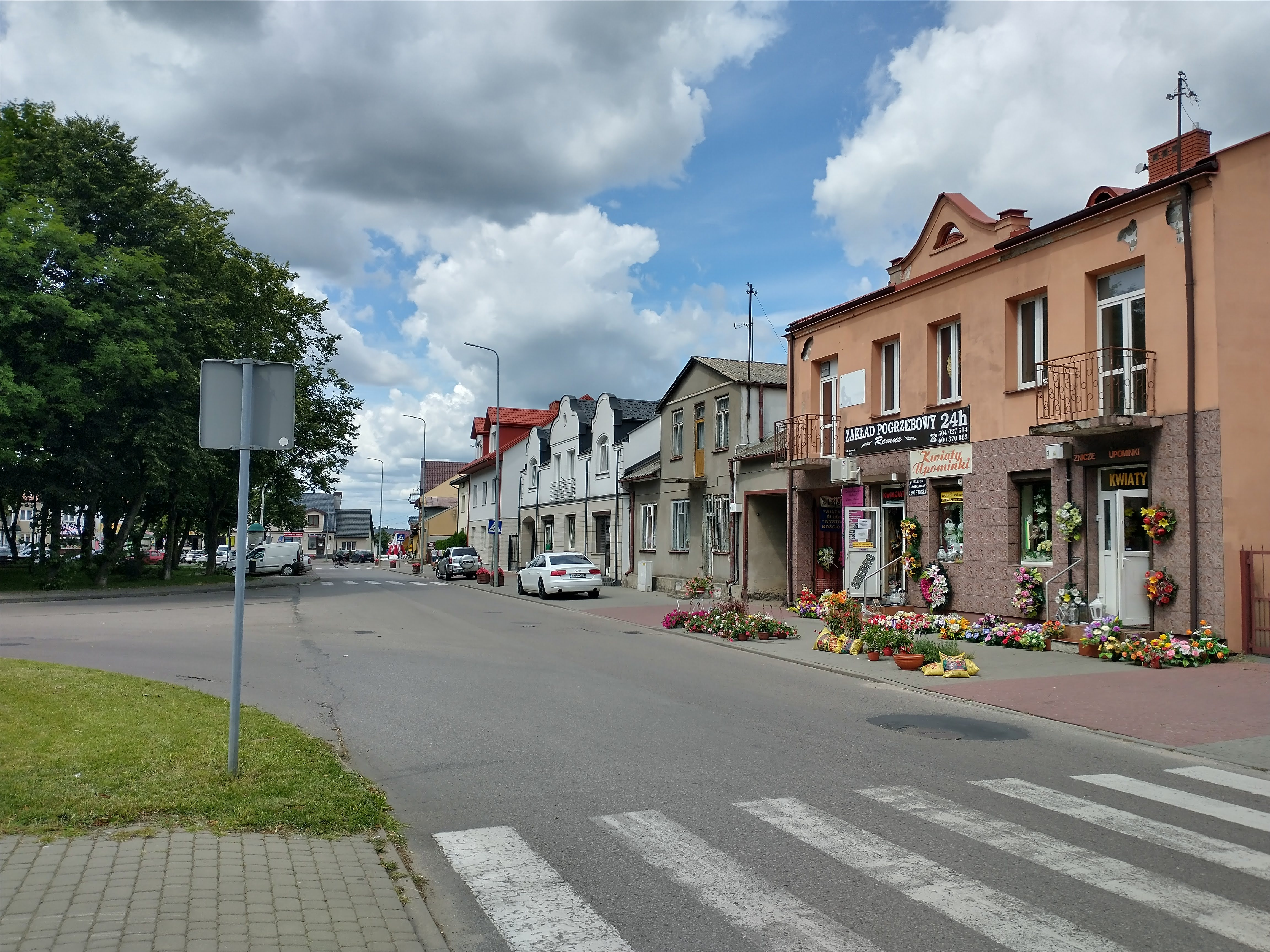
Uma parte da praça principal

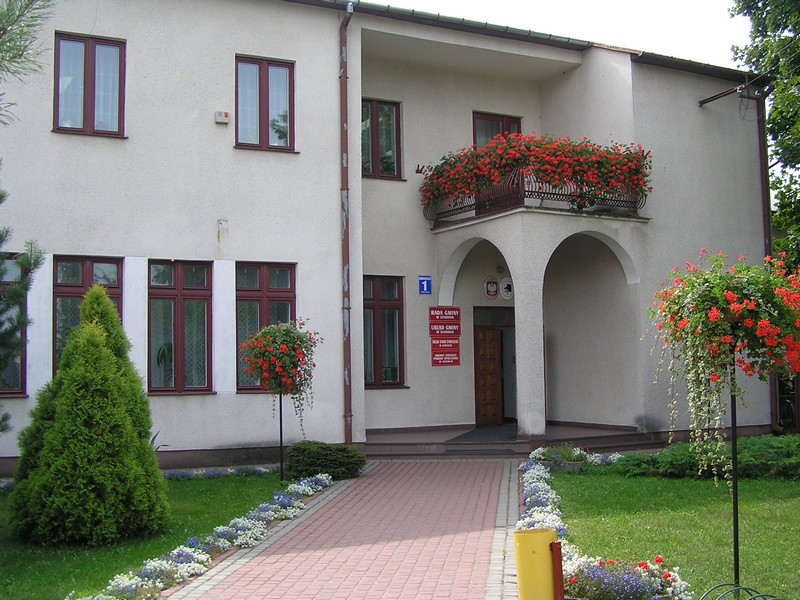
Escritório Municipal

Em 1530, na chancelaria do rei Sigismundo I, o Velho, os proprietários da propriedade de Ossówno receberam permissão para fundar a cidade de Dobre. Um registro de alistamento de 1563 mostra que, no início da segunda metade do século XVI, já havia vilas particulares chamadas Dobre Stare e Dobre Nowe. Cada uma delas pagava imposto territorial sobre terras cultivadas de 20 włók. Assim, Dobre estava no mesmo nível de Mińsk Mazowiecki em termos da extensão das terras da vila. Também no registro consta que ela tinha um número significativo de artesãos e mercadores.
Em 1530, Jan Dobrzyniecki obteve para o vilarejo de Dobre (na propriedade de Ossówno, no condado de Liw) a criação de uma paróquia e a fundação da cidade sob a lei de Chełmno, com a permissão de realizar três feiras por ano e um mercado semanal. A tradição das feiras semanais foi preservada até os dias atuais.
Em 1567, além de Dobre Stare, pertencente aos Dobrzynieckis, Dobre Nowe aparece no registro de alistamento, pertencente ao segundo ramo dessa família, que recebeu seu nome da propriedade Ossówno Ossowiński. A julgar pela dotação igual de terras de 20 łans cada, a vila foi dividida em metades. Como pode ser visto no alistamento pago, Dobre era, naquela época, um importante centro de artesanato e comércio (40 artesãos e 6 mercadores). Estima-se que eles empregavam cerca de 800 pessoas. No entanto, em 1567, o número de artesãos começou a diminuir gradualmente e, na segunda metade do século XVII, após a devastação sueca, o imposto de capitação foi pago apenas pela cidade de Dobre, em um valor que indicava o emprego de não mais de 150 habitantes.
No início do século XVIII, Dobre passou para as mãos dos Masalskis, de quem foi adquirida por volta de 1785 por S. Szydłowski, castelão de Żarnów. Em 1752, Augusto III aumentou o número de feiras para quatro. Em 1824, Dobre era habitada por 137 pessoas em 38 casas de madeira. Em 1845, por outro lado, ela tinha 384 habitantes e pertencia a J. Jażwiński na época. A renda da cidade não era suficiente para pagar a administração municipal. Em 1852, Dobre foi privada de seus direitos municipais, dos quais o brasão de armas é um remanescente.
Antes da Segunda Guerra Mundial, muitos judeus viviam em Dobre. Segundo o censo de 1921, havia 373 judeus vivendo em Dobre, o que representava 34% da população do vilarejo. Em 15 de setembro de 1942, os judeus de Dobre foram deportados para o campo de extermínio de Treblinka, e a sinagoga localizada no vilarejo foi destruída. O destino dos judeus de Dobre é descrito em sua obra em prosa por Henryk Grynberg.
Em 31 de dezembro de 2012, o vilarejo vizinho de Zdrojówki foi incorporado ao vilarejo de Dobre.

### Linha do tempo

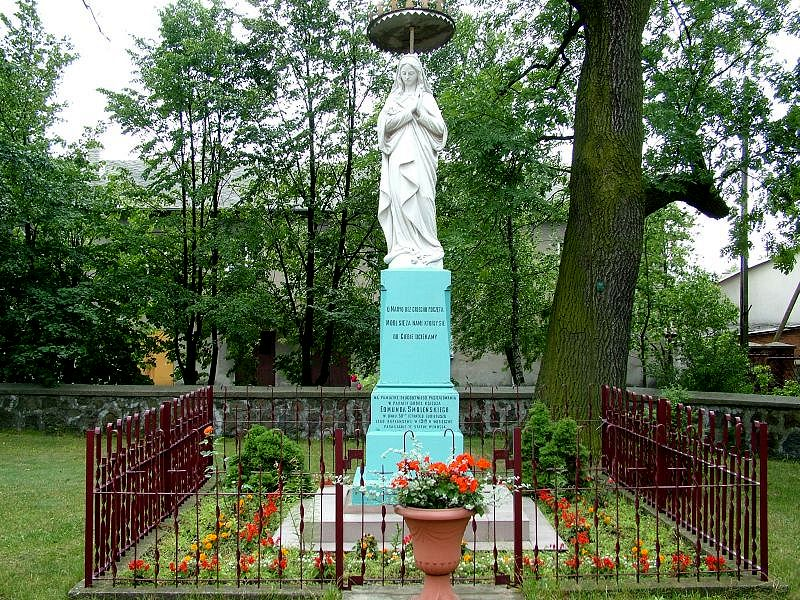
Imagem de Nossa Senhora em frente à igreja em Dobre

- 1530 — Concedido o foral de cidade
- 1831 — Batalha de Dobre
- 1852 — Dobre é privada de seus direitos municipais
- 1873–1878 — Construção de uma igreja
- 1878 — Consagração da igreja
- 1880 — O bispo Wincenty Teofil Popiel-Chościak realiza o ato de consagração do templo
- 1915 — O Corpo de Bombeiros Voluntários de Dobre é criado
- 1929 — Colocação da pedra fundamental para a construção de uma escola
- 1935 — Conclusão do prédio da escola
- 1942 — Deportação dos judeus de Dobre para o campo de extermínio de Treblinka
- 1943 — A Sociedade Cooperativa Comunitária é fundada em Dobre
- 1973 — Dobre se torna a sede da comuna
- 1977 — Inaugurados o corpo de bombeiros e uma nova estação de iluminação
- 1982 — A Cooperativa Habitacional “ZGODA” é fundada
- 1997 — Inaugurada a segunda ala da escola
- 1999 — Conclusão da construção de uma fábrica de tijolos, uma das mais modernas da Europa
- 1999 — Comissionamento do ginásio de esportes
- 2004 — Comissionamento de um prédio de ensino médio
- 2005 — Comissionamento de uma moderna estação de tratamento de esgoto e de uma usina hidrelétrica
- 2012 — A vila vizinha de Zdrojówki é incorporada à vila de Dobre
- 2024 — Recuperação da condição de cidade

### Batalha de Dobre
Em 17 de fevereiro de 1831, no vilarejo de Makówiec Duży, ocorreu uma batalha entre o exército polonês sob o comando do general Jan Skrzynecki e um corpo russo comandado pelo general Rosen. Maria Konopnicka descreveu essa batalha em um poema intitulado “Batalha de Dobre”, que começa com as palavras: “Como Dwernicki em Stoczek, assim Skrzynecki em Dobre...”.

### Monumentos históricos
Deve-se observar que nenhum dos locais listados abaixo está no registro de patrimônio.

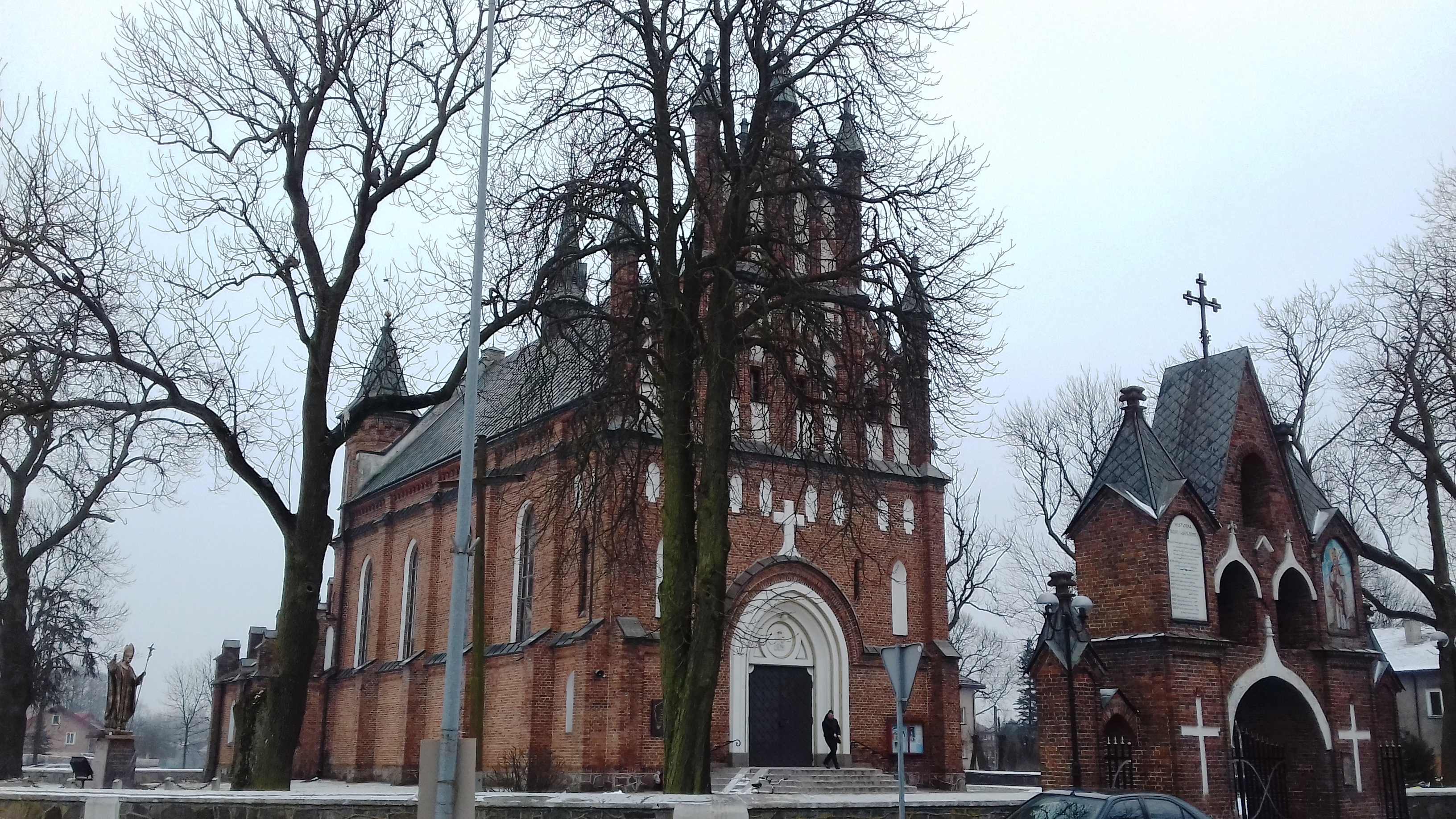
Igreja de São Nicolau

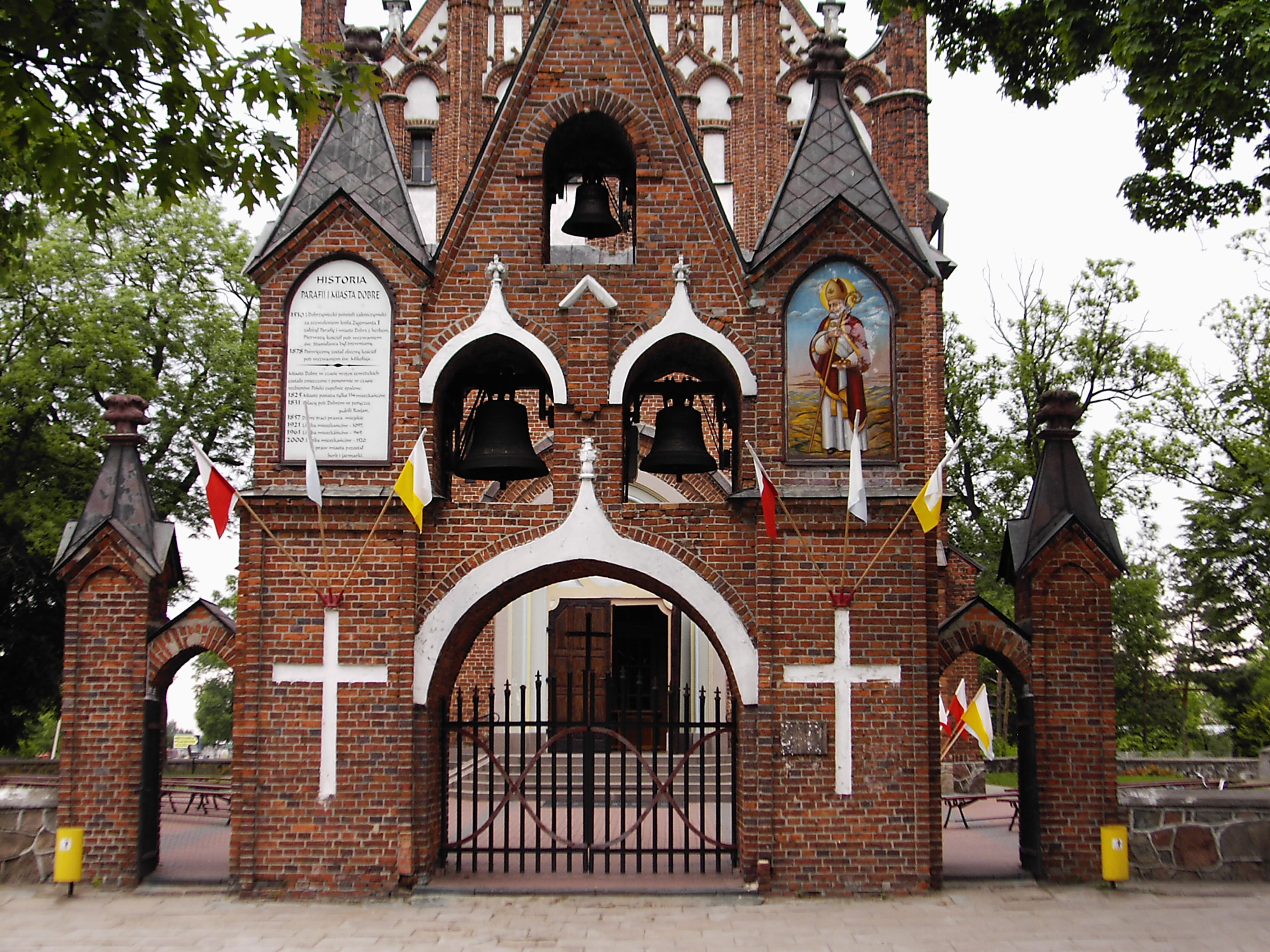
Campanário em Dobre

- Igreja paroquial neogótica de São Nicolau, construída em 1873–1878 conforme o projeto de Bolesław Podczaszyński no modelo da Igreja de Santa Ana em Vilnius.[17] A igreja foi fundada por representantes da família Jaźwinski, proprietários do palácio em Rudzienek, que estão enterrados no cemitério próximo
- Portão da igreja do século XIX
- Campanário do século XIX
- Casa paroquial do século XIX
- Escola de ensino fundamental Konstanty Laszczka, da primeira metade do século XX[18]
- Casas de madeira dos séculos XIX e XX
- Sobrados ao redor da praça principal dos séculos XIX e XX
- Cemitério paroquial do século XIX
- Placa dedicada a Tadeusz Kościuszko do início do século XX

### Monumentos
- Monumento aos mortos na luta pela independência em 1914–1920 e 1939–1945
- Monumento em memória dos soldados dos Batalhões de Fazendeiros e do Exército Nacional que tombaram nas lutas pela liberdade de sua terra natal e assassinados nos gulags soviéticos em 1939–1945
- Monumento ao Soldado Desconhecido e às Vítimas do Terror, comemorando as batalhas contra as tropas alemãs em 11 de setembro de 1939
- Monumento ao marechal Józef Piłsudski
- Monumento a Konstanty Laszczka em frente à escola primária em Dobre
- Relógio de sol comemorativo do 475.º aniversário da concessão dos direitos de cidade a Dobre
- Monumento a João Paulo II, erguido no primeiro aniversário de sua beatificação, no terreno da igreja paroquial
- Monumento erguido no 10.º aniversário da reconquista da independência da Polônia, de 1928

### Museu
- O Centro Cultural Comunitário[19] e Biblioteca[20] em Dobre abriga um museu comunitário do escultor Konstanty Laszczka.[21] A exposição apresenta, entre outros, as semelhanças de Laszczka representadas na forma de bustos, máscaras, medalhões e medalhões, feitos em gesso, terracota e bronze fundido. Também estão reunidas fotografias das obras do artista, diplomas honorários e prêmios.